# جورجي شينيكوف
جورجي شينیکوف (بالروسية: Щенников, Георгий Михайлович)‏ (مواليد 27 أبريل 1991) هو لاعب كرة قدم. يلعب مع منتخب روسيا لكرة القدم. سبق له أن لعب في كأس العالم لكرة القدم مع منتخب بلاده.

## روابط خارجية
- جورجي شينيكوف على موقع الاتحاد الدولي (مؤرشف)  (الإنجليزية)
- جورجي شينيكوف على موقع الاتحاد الأوربي (الإنجليزية)
- جورجي شينيكوف على موقع قاعدة بيانات كرة القدم.إي يو (الإنجليزية)
- جورجي شينيكوف على موقع ناشيونال فوتبول تيمز (الإنجليزية)
- جورجي شينيكوف على موقع Soccerway.com (الإنجليزية)
- جورجي شينيكوف على موقع عالم كرة القدم.نت (الإنجليزية)
- جورجي شينيكوف على موقع AS.com (الإسبانية)